# راباپوردانی
راباپوردانی (به مجاری:  Rábapordány) یک منطقهٔ مسکونی در مجارستان است که در ناحیه چورنا واقع شده‌است. راباپوردانی ۲۱٫۸۹ کیلومتر مربع مساحت و ۱٬۰۲۸ نفر جمعیت دارد.